# Caha Mountains SAC
Caha Mountains SAC este o arie protejată (arie specială de conservare — SAC, sit de importanță comunitară — SCI) din Irlanda întinsă pe o suprafață de 6.881,61 ha, integral pe uscat.

## Localizare
Centrul sitului Caha Mountains SAC este situat la coordonatele 51°44′58″N 9°40′15″W / 51.7494°N 9.6707°V.

## Înființare
Situl Caha Mountains SAC a fost declarat sit de importanță comunitară în noiembrie 1997 pentru a proteja 5 specii de animale. Situl a fost protejat și ca arie specială de conservare în august 2021.

## Biodiversitate
Situată în ecoregiunea atlantică, aria protejată conține 10 habitate naturale: Ape oligotrofe din câmpii nisipoase, cu un conținut foarte redus de minerale (Littorelletalia uniflorae), Lacuri și iazuri distrofice naturale, Pajiști umede nord-atlantice cu Erica tetralix, Pajiști uscate europene, Pajiști alpine și boreale, Formațiuni ierboase bogate în specii de Nardus, dezvoltate pe substraturi silicioase în zone montane (și în zone submontane, în Europa continentală), Turbării de acoperire (* exclusiv pentru turbării active), Grohotișuri silicioase de la nivelul montan până la nivelul zăpezii (Androsacetalia alpinae și Galeopsietalia ladani), Pante stâncoase calcaroase cu vegetație casmofită, Pante stâncoase silicioase cu vegetație casmofită.
La baza desemnării sitului se află mai multe specii protejate:
- păsări (4): erete vânăt (Circus cyaneus), șoim călător (Falco peregrinus), Pyrrhocorax pyrrhocorax, mierlă gulerată (Turdus torquatus)
- nevertebrate (1): Geomalacus maculosus

Pe lângă speciile protejate, pe teritoriul sitului au mai fost identificate 6 specii de plante, 1 specie de amfibieni, 1 specie de mamifere, 1 specie de pești, 1 specie de reptile.